# Teodor Chrząński

Herb własny Chrząński

Teodor Chrząński (ur. 23 października 1821 w Warszawie, zm. 16 lutego 1887 tamże) herbu własnego (Trzy Tarcze odmienny) − polski malarz i heraldyk.

## Wczesne lata
Teodor Chrząński urodził się 23 października 1821 roku w Warszawie, jako syn Józefa Benedykta i Marii Klary z Hantuszów. Jego ojciec piastował stanowisko sędziego sądu apelacyjnego sądu Królestwa Polskiego i prezesa trybunału handlowego województwa mazowieckiego. Nie wiadomo nic o jego wykształceniu, umiejętności malarskie zdobył najpewniej samodzielnie.

## Praca
Od roku 1843 Chrząński pełnił funkcję rysownika w dziale technicznym Heroldii. Za swoją pracę przy herbach otrzymał kilka wyróżnień, m.in. za opracowywanie wzorów dyplomów szlacheckich oraz za wykonanie ozdobnego dyplomu dla księcia oldenburskiego z okazji jego wstąpienia na tron carski. W roku 1848 na skutek likwidacji Herolodii, stracił jednak tę pracę, podejmując się obowiązków rysownika w kancelarii Ogólnego Zebrania Warszawskich Departamentów Rządzącego Senatu. W czasie tej służby powołany został w 1851 roku do Delegacji wysłanej z polecenia Rady Administracyjnej Królestwa do inwentaryzacji zabytków w Królestwie. Na czele delegacji stał Kazimierz Stronczyński. Z tego okresu zachowały się, stojące na wysokim poziomie artystycznym, widoki pędzla Chrząńskiego. Część z nich znajduje się w Gabinecie Rycin Uniwersytetu Warszawskiego, a część u spadkobierców Stronczyńskiego. Po przywróceniu Heroldii Chrząński ponownie znalazł w niej zatrudnienie, wykonując tę samą pracę. W 1860 roku otrzymał stanowisko sekretarza kolegialnego, ale Heroldię zamknięto ponownie rok później, a Chrząński został ponownie zmuszony do zmiany zajęcia – podejmując pracę w kancelarii Rady Stanu Królewskiego, a następnie w Komisji Rządowej Przychodów i Skarbu. W Komisji pracował w różnych podległych jej urzędach do roku 1868, kiedy to przeszedł na emeryturę. Zmarł w Warszawie 16 lutego 1887 roku.

## Tablice odmian herbowych
W czasie pracy w Heroldii, Chrząński sporządzał zapiski zawierające opisy polskich herbów z różnych epok i tablice obejmujące zarówno herby dawne z ich odmianami, jak i te nowsze z nobilitacji lub indygenatu. Materiały te, ułożone w tablice według godeł herbowych wydał w roku 1909 na podstawie rękopisów − Juliusz Karol Ostrowski, pod nazwą Tablice odmian herbowych. Tablice są do dziś wykorzystywaną przez współczesnych heraldyków pozycją bibliograficzną.